# Olivier Van Hoofstadt
Olivier Van Hoofstadt (...) è un regista e sceneggiatore belga.

## Filmografia

### Regista
- Snuff Movie - cortometraggio (1995)
- Parabellum - cortometraggio (1997)
- Keo - cortometraggio (1997)
- Body Bag - cortometraggio/documentario televisivo (1997)
- Dikkenek (2006)
- Go Fast (2008)

### Sceneggiatore
- Parabellum - cortometraggio, regia di Olivier van Hoofstadt (1997)
- Dikkenek, regia di Olivier van Hoofstadt (2006)